# افونیدیپین
افونیدیپین (انگلیسی: Efonidipine) یک مسدودکننده کانال کلسیم دی هیدروپیریدینی آزمایشی است که کانال‌های کلسیم نوع T و L را مسدود می‌کند.